# Natació en aigües obertes al Campionat del Món de natació de 2015 – Equips
La prova per Equips al Campionat del Món de natació de 2015 se celebrà a Rússia el 30 de juliol. Cada equip, està compost per dos homes i una dona, tindrà una sortida individual amb un interval de 30 segons entre equips. Com a marca constarà la del nedador més lent.

## Resultats
La cursa va començar a les 12:00.
| Posició | Nedadors        | País                                                       | Temps     |
| ------- | --------------- | ---------------------------------------------------------- | --------- |
| 1       | Alemanya        | Rob Muffels Christian Reichert Isabelle Härle              | 55:14.4   |
| 2       | Brasil          | Allan do Carmo Diogo Villarinho Ana Marcela Cunha          | 55:31.2   |
| 2       | Països Baixos   | Marcel Schouten Ferry Weertman Sharon van Rouwendaal       | 55:31.2   |
| 4       | Itàlia          | Federico Vanelli Simone Ercoli Rachele Bruni               | 55:49.4   |
| 5       | Estats Units    | Sean Ryan Jordan Wilimovsky Ashley Twichell                | 55:50.6   |
| 6       | Austràlia       | Jarrod Poort Simon Huitenga Melissa Gorman                 | 56:07.4   |
| 7       | Hongria         | Dániel Székelyi Gergely Gyurta Éva Risztov                 | 56:08.4   |
| 8       | Grècia          | Antonios Fokaidis Spyridon Gianniotis Kalliopi Araouzou    | 56:18.6   |
| 9       | Equador         | Ivan Enderica Ochoa Esteban Enderica Samantha Arévalo      | 56:45.9   |
| 10      | Rússia          | Sergey Bolshakov Daniil Serebrennikov Anastasiia Krapivina | 56:47.0   |
| 11      | França          | David Aubry Marc-Antoine Olivier Aurélie Muller            | 56:50.9   |
| 12      | Catalunya       | Héctor Ruiz Antonio Arroyo Erika Villaécija                | 57:16.0   |
| 13      | Argentina       | Gabriel Villagoiz Guillermo Bertola Cecilia Biagioli       | 57:27.8   |
| 14      | R.P. de la Xina | Qiao Zhongyi Zu Lijun Yan Siyu                             | 57:53.9   |
| 15      | Portugal        | Vasco Gaspar Rafael Gil Angelica María                     | 58:12.6   |
| 16      | Veneçuela       | Wilder Carreño Erwin Maldonado Paola Pérez                 | 58:39.3   |
| 17      | Txèquia         | Ján Kútnik Matěj Kozubek Alena Benešová                    | 59:43.1   |
| 18      | Sud-àfrica      | Chad Ho Daniel Marais Michelle Weber                       | 1:00:31.2 |
| 19      | Mèxic           | Daniel Delgadillo Arturo Pérez Vertti Zaira Cardenas       | 1:01:36.6 |
| 20      | Kazakhstan      | Kenessary Kenenbayev Vitaliy Khudyakov Xeniya Romanchuk    | 1:02:12.7 |
| 21      | Egipte          | Youssef Hossameldeen Adel Ragab Reem Kaseem                | 1:02:13.1 |
| 22      | Hong Kong       | Tse Tsz Fung Kwan Ho Yin Kwok Cho Yiu                      | 1:05:43.8 |